# Cittadella del Carnevale di Viareggio
La Cittadella del Carnevale di Viareggio è un centro culturale polivalente dedicato alle maschere del Carnevale di Viareggio. All'interno della struttura, situata alla periferia della città omonima, si trovano i laboratori dei costruttori dei carri, gli hangar in cui vengono costruiti i carri allegorici, il centro documentario storico, uno spazio espositivo e il museo, parte del Sistema museale territoriale della Provincia di Lucca.

## Storia

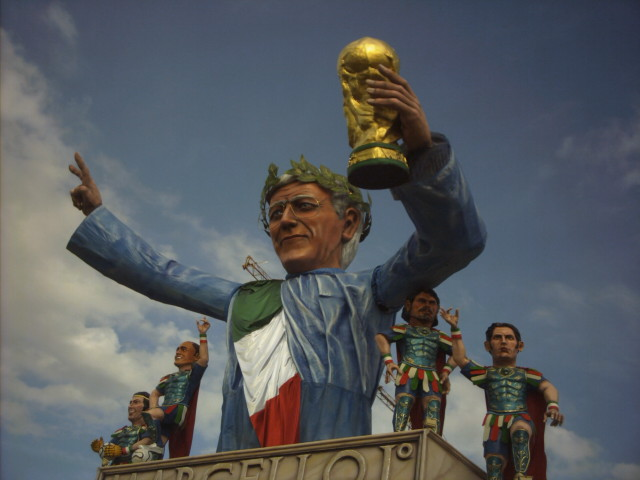
Carro rappresentante i campioni del mondo di calcio al Carnevale di viareggio del 2007

La Cittadella è stata inaugurata nel 2001 e dal 2006 è di proprietà del Comune di Viareggio. La gestione è affidata alla Fondazione Carnevale, un ente di diritto privato che dal 1987 gestisce le manifestazioni del Carnevale di Viareggio.
La Cittadella è stata creata per rispondere alle esigenze di costruzione dei carri del Carnevale di Viareggio. La crescita di dimensioni e complessità dei carri nel secondo dopoguerra ha portato infatti gli organizzatori ad acquisire spazi sempre più grandi, fino all'attuale sistemazione.

### I primi luoghi di costruzione
La prima edizione del Carnevale di Viareggio risale al 1873. Nei primi anni alle sfilate, tenute in via Regia, partecipavano carrozze addobbate; i primi carri figurati, diventati poi caratteristici della manifestazione, risalgono al 1883. Fino agli anni immediatamente successivi alla seconda guerra mondiale, i carri venivano realizzati in varie parti della città, ovunque ci fosse uno spazio disponibile.

### Hangar di via Cairoli
La sistemazione di luoghi dedicati alla realizzazione dei carri e destinati alla conservazione del materiale carnevalesco da un anno all'altro iniziò il 25 febbraio 1949 con l'acquisizione di una porzione di terreno collocata in via Cairoli, vicino alla stazione ferroviaria di Viareggio. Poiché il Comitato che si occupava della manifestazione non aveva personalità giuridica, i terreni vennero acquistati personalmente dal presidente Alberto Sargentini. In via Cairoli vennero edificati quattro baracconi, tutti in legno, che rimasero in funzione fino a quando non furono distrutti in un incendio la notte del 29 giugno del 1960.

### Hangar di via Marco Polo
Dopo l'incendio, i baracconi di via Cairoli non furono ricostruiti. In meno di un anno fu invece costruito in via Marco Polo, vicino alla sede attuale, un nuovo complesso di otto hangar, progettati e costruiti dall'impresa SpA Meccanici uniti. Gli hangar erano a coppie su due file: quattro hangar sul lato sud e quattro sul lato nord della via. I carristi entrarono per la prima volta nei nuovi hangar il 2 gennaio 1961.Con i materiali recuperati dall'incendio, nel febbraio del 1961, sfilarono 8 carri, uno per ogni hangar. Accanto alle due file di hangar negli anni successivi vennero costruiti dei magazziniper conservare i materiali necessari per l'allestimento del Viale a Mare in occasione del carnevale: cancellate, ingressi e tribune.

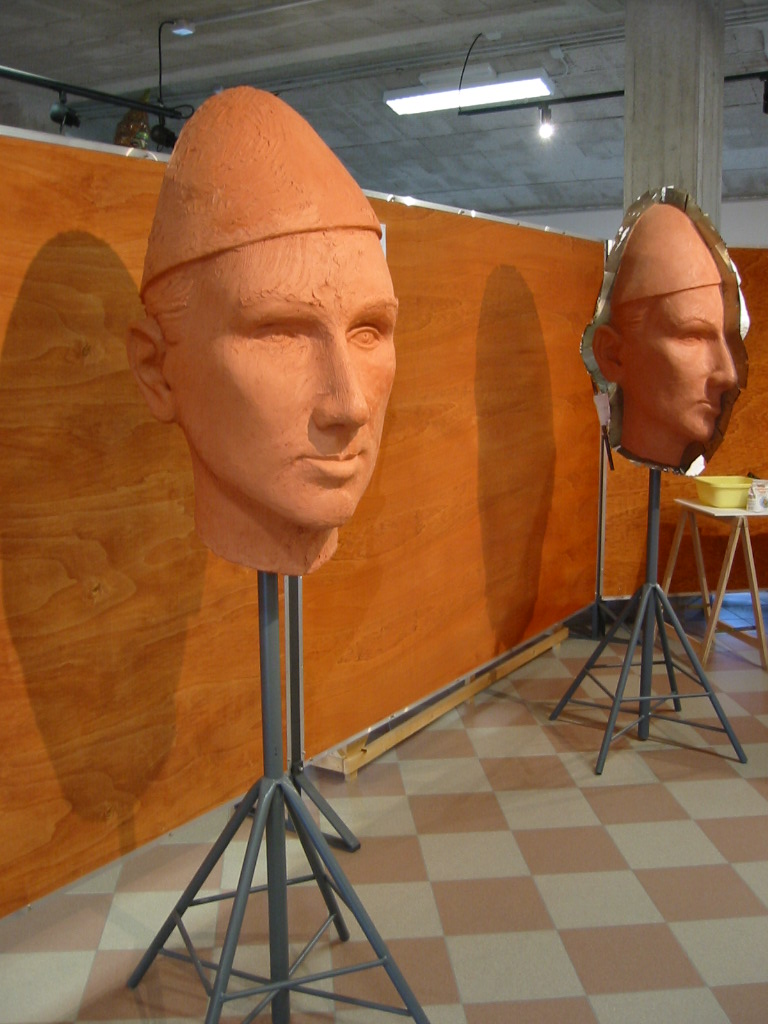
Modellazione in creta del modello di una testa

Ogni hangar era dedicato alla realizzazione di due carri, uno di prima categoria e uno di seconda. Lo spazio era così organizzato: due terzi era destinato alla realizzazione del carro più grande, il resto era invece destinato ai carri piccoli. Tuttavia, quando il numero di carri di prima categoria, nel 1987, fu elevato a nove, un hangar fu destinato ad ospitare la realizzazione di due carri di prima categoria, che risultava difficoltosa proprio a causa dello spazio limitato.
Il nome "cittadella" risale al 1977, quando il Comune iniziò a prendere in considerazione l'idea di trovare un luogo in cui far crescere e sviluppare l'industria della cartapesta. Ciò spinse a realizzare una struttura più ampia, in cui, accanto alla realizzazione dei carri, fosse possibile sistemare un museo e realizzare iniziative anche al di fuori del periodo del Carnevale.

### Nascita della Cittadella
Nel 1989 vennero acquistati i terreni destinati alla Cittadella, mentre la costruzione iniziò nel 1999. Il 26 settembre 2001 i carri allegorici lasciarono per l'ultima volta i vecchi capannoni di via Marco Polo e si trasferirono nei nuovi spazi, poco lontani, in via santa Maria Goretti.
I capannoni di via Marco Polo sono stati demoliti in due diverse fasi. Il lato nord con i primi quattro hangar è stato smantellato pochi mesi dopo il trasferimento dei carri alla nuova cittadella. L'altro lato è stato demolito solo alla fine del 2003: nei Carnevali 2002 e 2003 uno dei vecchi hangar ancora in piedi fu concesso a un gruppo spontaneo di cittadini, "I Burlamatti", che si dedicarono alla realizzazione di due carri fuori concorso.

## Struttura

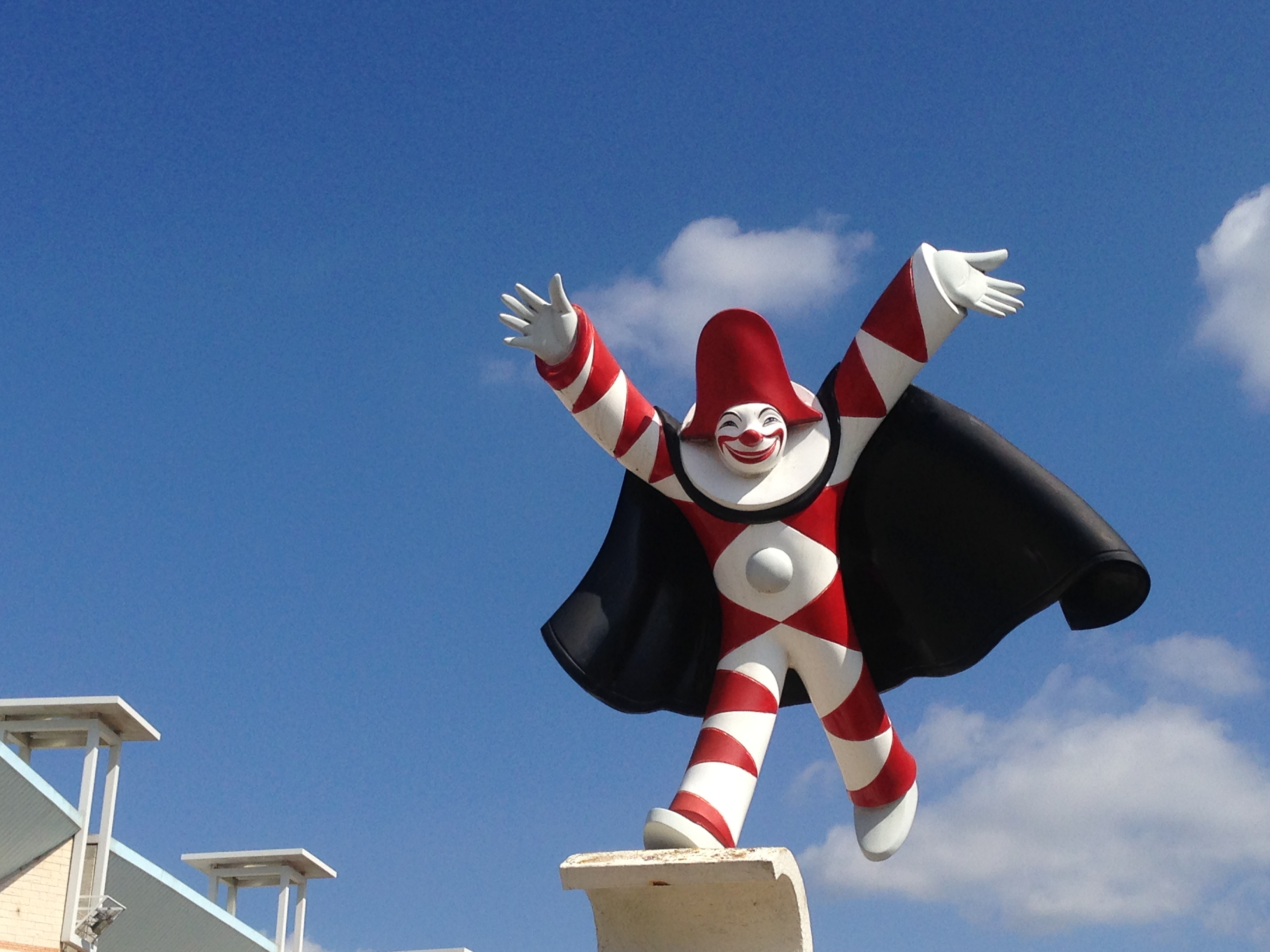
Il Burlamacco

Il complesso della Cittadella è stato inaugurato il 15 dicembre 2001 su progetto di Francesco Tomassi. Si trova nella zona nord di Viareggio ed è disposto intorno a una piazza ellittica intitolata a Burlamacco.
Il complesso è composto da 16 hangar, ognuno dei quali è dedicato alla realizzazione di un singolo carro. Tuttavia, essendo i carri che sfilano ogni anno in concorso di numero minore, alcuni hangar ospitano anche gruppi di costruttori delle mascherate.Ogni hangar è alto 15 metri, largo 18 m e profondo 28 m e ospita, sul lato, un ambiente di 135 mq, con magazzino e locali di servizio, dedicato alla progettazione e l'allestimento di parte dei componenti dei carri. 
La struttura degli hangar è prefabbricata, costruita in parte di ferro e in parte di cemento, con tamponamenti in pannelli di calcestruzzo alleggerito. All'interno sono presenti ampie zone vetrate, sia sulla copertura sia sulle pareti laterali, in modo da rendere l'ambiente luminoso. La struttura sovrastante ha una serie di ballatoi con torrette che espongono maschere in cartapesta.
La nuova costruzione ha permesso ai carristi diversi miglioramenti nella lavorazione dei carri. In particolare, si sono rivelate utili le dimensioni degli hangar e degli spazi interni, ma anche la disponibilità in ogni hangar di un carro ponte elettronico, con portata di una tonnellata. Questo ha permesso agli artigiani di sperimentare costruzioni allegoriche più grandi rispetto al passato.La pavimentazione degli spazi esterni è realizzata con materiali permeabili. La decorazione traccia un disegno d'assieme.
Data la natura infiammabile dei materiali dei carri, il complesso è stato progettato, anche grazie a suggerimenti dei carristi, con diversi sistemi di sicurezza. In totale sono stati realizzati tre anelli antincendio: per la piazza interna, per i capannoni e il Museo e per la strada esterna. Ogni hangar dispone di un impianto antincendio e di evacuatori di fumo automatici, oltre che di strutture spartifuoco. 
La pavimentazione degli spazi esterni è realizzata con materiali permeabili.

### Murales degli hangar
Nell'estate 2020 sono stati realizzati enormi murales sui portoni degli hangar dei carri, realizzati dall'architetto Paolo Riani e dall'ATI, associazione di cinque ditte artigiane del Carnevale di Viareggio. I murales presentano sedici dettagli dei manifesti della storia del Carnevale.

## Museo del Carnevale
Il museo è ospitato in un vasto salone e ripercorre i 150 anni di storia del Carnevale di Viareggio. L'idea di dotare il complesso della Cittadella del Carnevale di una raccolta permanente è maturata mano a mano che si avvertiva l'esigenza di assicurare la conservazione delle testimonianze e della memoria della manifestazione. La sala è dotata di finestre oscurate, necessarie per garantire la conservazione degli elementi di carta.
Il percorso museale documenta attraverso una serie di immagini l'evoluzione del Carnevale nel corso dei decenni, a plastici che ricostruiscono i luoghi della città legati al Carnevale e a una linea del tempo che parte dal 1873 e che arriva fino all'inaugurazione della Cittadella. 
Nel salone è esposto un grande olio su tela (2 x 2,80 m) realizzato da Beppe Domenici durante l'edizione del 1953. Il dipinto raffigura una scena del Corso Mascherato di quell'anno.

## Espace Gilbert
Nel 2017, nell'hangar numero 16, è stato inaugurato lo spazio espositivo Espace Gilbert in cui sono esposti elementi significativi dei grandi carri del passato, divisi per aree tematiche. Lo spazio è stato realizzato dall'architetto Velia Gini Bartoli ed è intitolato al costruttore Gilbert Lebigre, che insieme a Corinne Roger e Arnaldo Galli ha realizzato la gigantesca ballerina di cartapesta per il colossale carro Scusate se ci divertiamo, balla che ti passa, che accoglie il pubblico. 
L'esposizione è temporanea e cambia ogni anno, ospitando le nuove costruzioni alla fine di ogni Carnevale.

## Archivio storico
L'Archivio della Cittadella conserva documenti relativi alla storia del Carnevale di Viareggio.
La raccolta include documenti in parte provenienti dalla Fondazione Carnevale e in parte dal Fondo Archivistico "Carnevale di Viareggio 1847-2008" del Centro documentario storico "Francesco Bergamini", di proprietà dell'Amministrazione comunale ma affidato in comodato alla Fondazione.